# Hörsingen
Hörsingen este o comună din landul Saxonia-Anhalt, Germania.